# تورکوویچی، سوکولاتی
تورکوویچی، سوکولاتس (بوسنیایی: Turkovići (Sokolac)) یک منطقهٔ مسکونی در بوسنی و هرزگوین است که در جمهوری صرب بوسنی واقع شده‌است.